# Август Фердинанд Брауншвейг-Вольфенбюттель-Бевернский
Август Фердинанд Брауншвейг-Вольфенбюттель-Бевернский (нем. August Ferdinand von Braunschweig-Wolfenbüttel-Bevern; 29 декабря 1677, Беверн — 2 июля 1704, Донаувёрт) — герцог Брауншвейга и Люнебурга, генерал-майор Нижнесаксонского округа.

## Биография
Август Фердинанд — третий сын Фердинанда Альбрехта I Брауншвейг-Вольфенбюттель-Бевернского и его супруги ландграфини Кристины Гессен-Эшвегской. После смерти отца получал образование в рыцарской академии Рудольф-Антониана, учреждённой его дядей Антоном Ульрихом в Вольфенбюттеле в 1687 году.
В 1692 году побывал в Стокгольме. Август Фердинанд решил заняться военной карьерой и в 1694 году принял участие в походе короля Вильгельма III из Англии в Испанские Нидерланды.
Вернувшись в Вольфенбюттель, Август Фердинанд получил звание полковника в гвардейском полку герцога Антона Ульриха и в его составе принимал участие в осаде Намюра в 1695 году во время Войны за пфальцское наследство. В следующем году Август Фердинанд принял на себя командование вольфенбюттельскими частями имперской армии, воевавшими против французов.
В 1696—1697 годах Август Фердинанд побывал в Италии вместе с младшим братом Фердинандом Альбрехтом.
После Рейсвейкского мира Август Фердинанд вступил в имперскую армию и принимал участие в военных действиях под командованием Евгения Савойского в Венгрии против турок. Во время Войны за испанское наследство Август Фердинанд командовал в звании генерал-майора контингентом нижнесаксонского округа под началом маркграфа Людвига Баденского и захватил город Фридберг и замок в нём.
Погиб в 1704 году в бою против французов близ Донаувёрта. Похоронен в Брауншвейгском соборе.